# 캐시박스
캐시박스(영어: Cashbox)는 미국의 음악 산업 업계지로 1942년 7월부터 1996년 11월까지 출판되었다. 폐간 10년 이후에는 캐시박스 매거진이라는 온라인 잡지로 다시 생겨 주간 차트와 가끔씩 특별호 종이 잡지를 생산했다. 음악 산업 외에도 주크박스 기계나 아케이드 게임처럼 전자 오락실 산업에 관한 이야기도 다루었다.

## 역사

### 종이 잡지 및 차트 (1952~1996년)
캐시박스는 미국에서 음반 차트를 발행했던 여러 잡지들 중 하나였다. 캐시박스의 경쟁 잡지로는 빌보드와 레코드 월드(1964년 4월까지는 뮤직 벤더)가 있었다. 빌보드와 달리 캐시박스는 다른 가수들이 부른 동일한 노래의 다른 버전을 하나로 통합하여 차트를 제작했다. 처음에는 어떤 버전이 가장 많이 팔렸는지에 대한 표시가 없었지만, 1952년 10월 25일부터 가장 많은 기여를 한 음악가의 이름 옆에 별을 붙였다. 또한 캐시박스는 1950년 봄부터 특정 아티스트의 데이터를 포함한 주크박스 차트를 발표했다. 주크박스에서의 인기, 음반 판매 및 라디오 송출 등이 별도의 차트가 존재했다. 이는 빌보드가 빌보드 핫 100을 만들기 전인 1958년 8월까지 사용했던 방법과 비슷하였다. 추가로 캐시박스는 컨트리 음악과 R&B 음악과 같은 특정 장르에 대한 차트도 게재했다. 1960년 3월 5일에 발행된 호부터 캐시박스는 R&B 차트를 중단했지만, 대중적인 수요로 인해 12월 17일 다시 발행하기 시작했다. 원래는 팝 음악 음반에 지배돼 삭제된 것이었다.
캐시박스는 1950년대와 1960년대까진 빌보드의 경쟁자였으나, 1970년대에는 두 가지의 요소가 쇠퇴하면서 밀렸다. 기록 보관가이자 음반 역사가였던 조엘 위트번은 빌보드 핫 100을 기반으로 한 첫 번째 연구 책을 출판하였으며, 이 책이 빌보드의 결과를 공식 차트 순위의 "성경"으로 만들었다. 또한 케이시 케이젬이 진행한 아메리카 톱 40이 빌보드 차트 통계를 사용하면서 빌보드를 현재 및 과거 차트의 데이터로 굳히게 만들었다. 잡지 발행인인 조지 앨버트는 10여 년 후 캐시박스 차트 데이터가 들은 책을 출판했고, 딕 클라크는 1981년부터 시작한 자신의 전국 음악 설문 조사(영어: National Music Survey)에 캐시박스의 정보를 한동안 사용했지만, 그 무렵에는 이미 추세가 정해졌다.
1992년 12월 12일자 캐시박스의 톱 100 차트에 웨인 뉴턴의 〈The Letter〉가 올라오며 논란이 점화되었다. 〈The Letter〉는 그 어떤 빌보드 차트의 하위권에조차 들지 않았으며, 지역 라디오 차트 및 판매 보고서에도 상위 10위 안에 들지 못했다. 이로 인해 캐시박스의 차트에 대한 의문성이 제기되었으며, 이후 차트 조작 혐의로 인해 업계에서 상당한 신뢰를 잃게 되었다. 뉴턴의 사건에 대한 공식적인 평결은 밝혀지지 않았다. 이후 캐시박스는 1996년 11월에 마지막으로 차트를 출판한다.
2003년 캐시박스는 1989년 테네시주 내슈빌에서 일어난 미해결 사건에 대한 체포로 인 살인 재판에 연루된다. 케빈 휴즈는 일리노이주 남동부 출신의 작은 마을 소년으로 어린 시절 음악을 좋아하고 자신만의 컨트리 음악 차트를 제작했다. 22살의 나이에 캐시박스 컨트리 음악 차트 감독이 되며 꿈에 그리던 직업을 가지게 됐다고 생각했다. 휴즈는 다양한 컨트리 음악 레코드의 캐시박스 차트 위치를 산정하기 위해 주크박스 재생수, 음반 판매량, 라디오 송출 횟수 등의 데이터를 수집했다. 보도에 따르면 휴즈는 차트 순위를 결정하는 데 있어 더욱 과학적이고 투명한 방법을 도입하려고 했는데, 휴즈가 일을 시작한지 1년이 지난 후 어느 늦은 밤 내슈빌의 뮤직 로에서 총에 맞아 죽었다. 수년 간의 수사 끝에 경찰은 캐시박스의 전 동료였던 리처드 단토니오를 살인 혐의로 체포하였다. 검찰은 이번 살해가 음반 제작자인 척 딕슨이 캐시박스 직원들에게 유리한 차트 순위 및 다른 홍보를 위한 돈을 지불하는 페이올라와 관련이 있다고 주장했다. 딕슨의 고객 중에는 한 장의 작품도 팔지 않고 캐시박스 "올해의 남성 보컬리스트"에 선정이 된 적 있었다. 보도에 따르면 휴즈는 차트 수정 계획에 따르지 않아 살해되었다고 한다. 단토니오는 1급 살인 혐의로 유죄 판결을 받았고, 2014년 감옥에서 사망했다. 딕슨은 단토니오가 체포되기 몇 년 전 이미 사망한 상태였다.

### 아카이브
2014년, 위트번스 레코드 리서치는 1952년 10월부터 1996년 오리지널 잡지의 폐간까지의 캐시박스 싱글 차트 데이터 역사를 출판하였다. 랜디 프라이스는 오리지널 캐시박스의 데이터를 온라인 아카이브로 유지하고 있다.
윌리엄 & 메리 칼리지의 스웸 도서관 또한 캐시박스의 원본 인쇄판을 보관하고 있으며, 해당 인쇄판은 도서관 및 정보 자원 위원회의 보조금을 통해 인터넷 아카이브와 협력하여 디지털화됐다.